# Ділар
Ділар (ісп. Dílar) — муніципалітет в Іспанії, у складі автономної спільноти Андалусія, у провінції Гранада. Населення — 1727 осіб (2010).
Муніципалітет розташований на відстані близько 370 км на південь від Мадрида, 10 км на південь від Гранади.

## Демографія
Динаміка населення (INE ):

## Галерея зображень

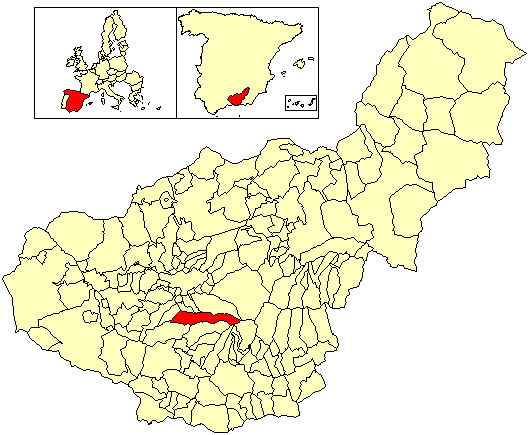
Розташування муніципалітету Ділар у провінції Гранада
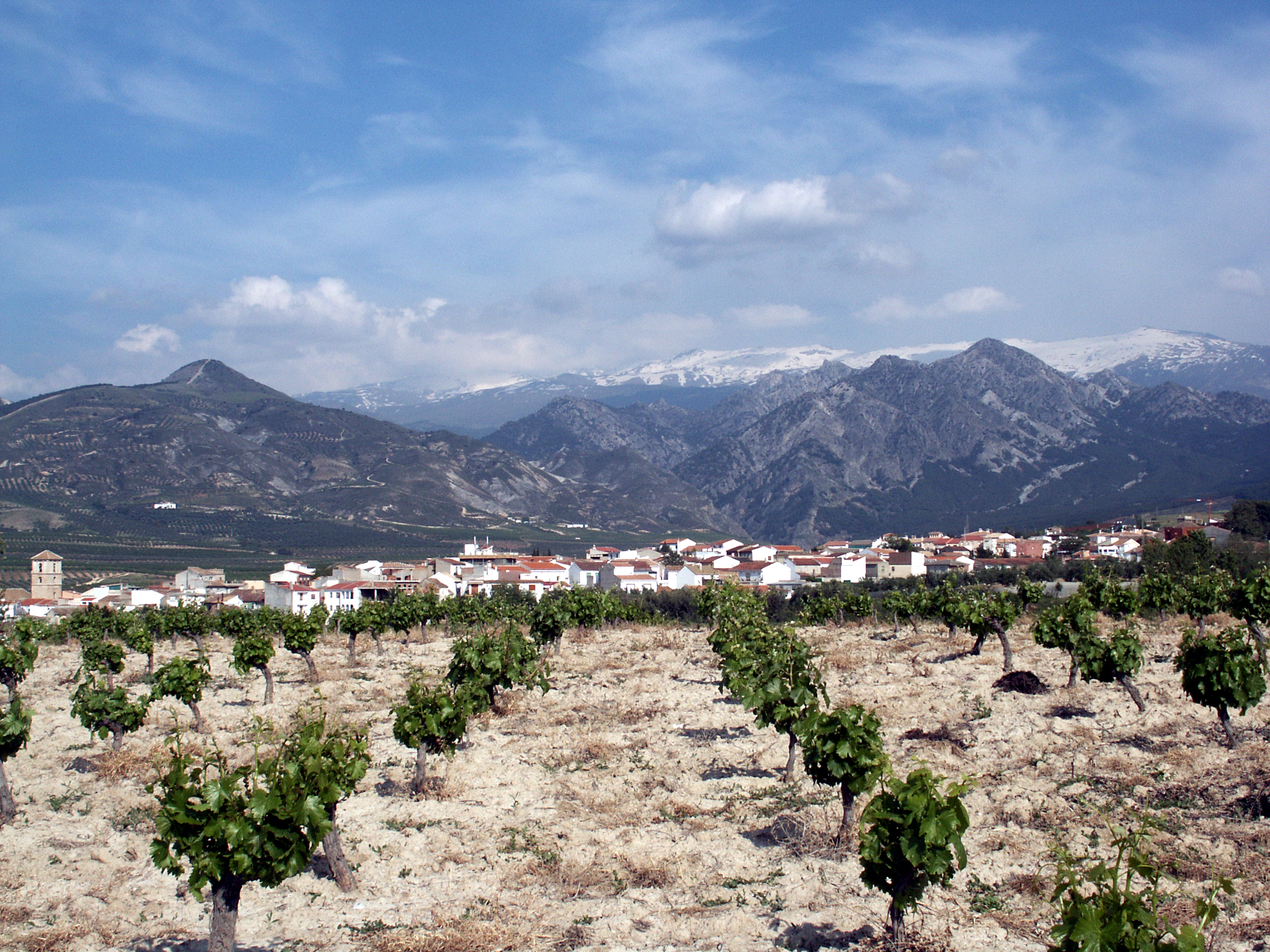
Ділар